# Список умерших в 712 году

## Декабрь
- 16 декабря — Фацзан, третий патриарх и фактический основатель буддийской школы Хуаянь, систематизировавший её учение и придавший ему самобытность.

## Дата смерти неизвестна или требует уточнения
- Анас ибн Малик, сподвижник пророка Мухаммеда.
- Анспранд, король лангобардов (712).
- Ариперт II, король лангобардов (702—712) и герцог Турина (701—712), сын Рагинперта, последний представитель Баварской династии.
- Бран уа Маэл Дуйн, король Уи Хеннселайг (Южного Лейнстера) (709—712).
- Джабир ибн Зейд, табиин, один из учеников Ибн Аббаса, мусульманский богослов.
- Идвал ап Кадваладр, король Гвинеда (682—712).
- Мане мак Нейлл, король Лагора (Южной Бреги) (701—712).
- Тимало, супруга 35-го цэнпо Мансона Манцэна, видный политический деятель в период правления её сына Дуйсона Манпочже и внука Тидэ Цугтэна.
- Умар ибн Абу Рабиа, арабский лирический поэт, основатель «омаритского» направления поэзии (омариды).